# 鹿窝河 (云南)
鹿窝河，位于中华人民共和国云南省西部，是元江流域一街河右岸支流，发源于祥云县下庄镇水盆铺，向西流经鹿鸣乡，转南流过大箐口入弥渡县，经弥渡县德苴乡李丰村、祖来村、小独田等村，最后于依土地村东南汇入一街河。河流全长51.9公里，流域面积553.3平方公里，落差1091米。年均流量0.72亿立方米。流域内山高坡陡，地质破碎、河谷狭窄、植被较差、水土流失严重。